# Jan Heřmánek
Jan Heřmánek (ur. 28 maja 1907 w Dolnej Lhocie, zm. 13 maja 1978 w Pradze) – czechosłowacki bokser.

## Kariera amatorska
Heřmánek rozpoczął karierę w marcu 1925 w klubie Smíchov, który reprezentował do końca kariery. W latach 1926–1929 czterokrotnie został mistrzem Czechosłowacji, dwukrotnie mistrzem Czech i raz mistrzem Moraw. W 1928 wystartował na igrzyskach olimpijskich w wadze średniej. W pierwszej rundzie rywalizacji miał wolny los, w drugiej pokonał Luksemburczyka Georgesa Pixiusa, w ćwierćfinale wygrał z Amerykaninem Harrym Hendersonem, w półfinale zwyciężył Brytyjczyka Freda Mallina, a w finale przegrał z Włochem Piero Toscanim i zdobył srebrny medal.

## Kariera zawodowa
W latach 1930–1932 był zawodowym bokserem wagi średniej. W tym czasie odbył 5 walk, z których 2 wygrał, 2 przegrał i 1 zremisował.

## Kariera trenerska
Po zakończeniu kariery zawodowej został trenerem boksu. Aż do śmierci pracował w klubie Smíchov.